# Mario Super Sluggers
Mario Super Sluggers, conocido en Japón como Super Mario Stadium Family Baseball (スーパーマリオスタジアム ファミリーベースボール?), es un videojuego de béisbol protagonizado por Mario y compañía, siendo la secuela de Mario Superstar Baseball. Desarrollado por Namco Bandai y distribuido por Nintendo en Japón y los Estados Unidos durante el verano de 2008. Fue anunciado durante el E3 de 2007 y salió a la venta en Japón el 19 de junio de 2008 y en Estados Unidos el 25 de agosto de 2008. Nunca fue lanzado en Europa ni Australia.

## Personajes
Mediante imágenes, se han confirmado algunos personajes elegibles en el juego.
- Mario
- Luigi
- Peach
- Daisy
- Yoshi (verde / original, rojo, celeste, azul, rosa y amarillo)
- Birdo
- Wario
- Waluigi
- Toad (rojo / original, amarillo, verde, azul y morado)
- Toadette
- Toadsworth
- Donkey Kong
- Bowser
- Bowser Jr.
- Goomba
- Kamek (azul / original, rojo, verde y amarillo)
- Pianta (azul / original, rosa y amarillo)
- Noki (azul / original, rojo y verde)
- Monty Mole
- Paratroopa (rojo / original y verde)
- Dry Bones (blanco / original, verde, azul y oscuro)
- Shy Guy (rojo / original, verde, amarillo, azul y negro)
- Hermano Martillo (boomerang bro./hermano boomerang, fire bro./hermano fuego)
- Floro Piraña
- Tiny Kong
- Baby Mario
- Baby Luigi
- Baby Peach
- Baby Daisy
- Baby Donkey Kong
- Diddy Kong
- Dixie Kong
- King K. Rool
- Kritter (verde / original, rojo, azul y marrón)
- Floruga
- Funky Kong
- Rey Boo
- Boo
- Koopa Troopa (verde / original y rojo)
- Paragoomba
- Blooper
- Mii (solo en el modo exhibición)

## Modo de Juego
El juego usa básicamente los mismos controles que el juego de baseball en Wii Sports, aunque con algunas diferencias.
Se puede jugar con el mando Wii o con el mando y el Nunchuk. Al igual que en Mario Superstar Baseball, cada capitán tiene su propio poder especial al bate y tirando la bola.
También se pueden tirar objetos a la cancha para evitar que tomen la bola.

## Estadios
Las siguientes escenarios se observaron en diversas capturas de pantalla; estas etapas han sido confirmados por los vídeos del juego. Hay 8 etapas, y todas, salvo algunas, pueden ser jugadas ya sea de día o de noche. 
- Mario Stadium: Este estadio es muy parecido al de Mario Superstar Baseball, es muy básico y no tiene obstáculos, tiene una M en el centro, este se encuentra en una playa.
- Peach Ice Garden: Es un tipo de pista de patinaje dentro de un teatro, sobre la cancha hay varios Mr. Freezies que congelan a los personajes al tocarlos, cuando se juega de noche también hay unas grandes estrellas que al ser tocadas por la bola, las luces se apagan y solo se alumbra la bola y los personajes.
- Wario City: Este estadio está ubicado en una gran ciudad, aquí habrá unas alcantarillas de las que saldrá mucha agua y golpeará a los personajes, también habrá unas flechas en el piso y si la bola cae ahí, esta irá en la dirección que muestra la flecha.
- Yoshi Park: Este es un tipo de parque de diversiones de Yoshi, dentro de la cancha habrá tuberías y si la bola cae ahí se transportará a otra tubería, también habrá un tren que atropellará a los personajes que estén en su camino. Cuando se juega de noche, dentro de las tuberías aparecerán las Piranha Plants y se comerán la bola para luego sacarla por otra tubería.
- DK Jungle: En esta selva habrá unos barriles que golpean a los personajes en su camino, también habrá unas flores que expulsarán un polvo que marea a los personajes. Cuando se juega de noche, los barriles que aparecen estarán incendiándose e irán más rápido y las flores expulsarán un polvo que hace que los personajes sean más rápidos.
- Daisy Crusier: Este estadio está ubicado en un gran crucero, en él habrá unas mesas que obstruyen el camino de los personajes. Cuando se juega de noche, no habrá mesas sino que habrá peces Cheep Cheep saltando por el crucero y golpean a los personajes, también saldrá Gooper Blooper quien moverá el crucero afectando el movimiento de la bola en el suelo (pero en modo historia para desbloquearlo tendrás que buscar una membrecía que se encuentra en un cofre en el estadio de DK que es una jungla).
- Luigi's Mansion (sólo puede jugarse por la noche): Este está ubicado afuera de la mansión, habrá pasto muy largo que dificulta ver la bola en el suelo, también habrá unas lápidas que al ser golpeadas con la bola, expulsaran un humo púrpura y si los personajes se acercan a este serán golpeados por un fantasma.
- Bowser Jr's Room (día): Es un estadio en el que se encuentran marcas de Chain chomps y Bill balls en el suelo, si la pelota toca uno de ellos estos saldrán y trataran de tocarte para que pierdas la pelota.
- Bowser's Castle (noche): Es el legendario hogar de Bowser, en este estadio hay una estatua en forma de Bowser que de vez en cuando en cada turno escupe fuego, en este estadio también esta el Rey Bomba en la nave de Bowser volando sobre el estadio para arrojar Bob-ombs (bombas) sobre los personajes, también saldrán bolas de fuego desde el río de lava que está atrás de los muros.